# Nederland in de jaren 50
Nederland heeft in de jaren vijftig van de 20e eeuw een bijzondere periode beleefd. Na de Tweede Wereldoorlog kwam eerst een periode van herstel. Het land moest weer worden opgebouwd, hetgeen lukte met hulp uit onder andere de Verenigde Staten in de vorm van het Marshallplan. De mensen die ongeschonden dan wel geschonden uit de oorlog gekomen waren, begonnen de toekomst weer met optimisme tegemoet te zien. Dit uitte zich onder andere in een geboortegolf. 

## Aanleiding en verandering
Nederland had altijd op twee steunpilaren vertrouwd te midden van de grotere landen van Europa: neutraliteit en een koloniaal rijk (vooral Indonesië).
Hitler en Soekarno hadden in de jaren veertig daar voorgoed een streep door gezet. Men geloofde nog vast aan "Indie verloren, rampspoed geboren". Er waren wat ideeën over een 'Verenigd Europa', maar dat zou toch nooit werken, zo was de algemene teneur. Nederland was overbevolkt met 12 miljoen mensen en dus subsidieerde de regering iedereen die wilde emigreren naar Canada, Australië of Zuid-Afrika.
Met de moed der wanhoop stortte men zich op hard werken, zuinig zijn en toch maar proberen of de Europese grenzen niet wat verder open konden voor de handel. Nederland werd dus lid van de EGKS (later EEG, nog later de Europese Unie).
Tot ieders verbazing werkte deze politiek. Aan het einde van de jaren vijftig was Nederland hard op weg een rijk land te worden en vroegen veel mensen zich af hoe dat ook weer zat met die rampspoed.

## Koloniën
Dat betekende dat de houding ten opzichte van het kolonialisme volledig omsloeg. Er waren nog wat stukjes koloniaal rijk over: Suriname, de Antillen en Nederlands-Nieuw-Guinea (West-Papoea). In 1954 kregen Suriname en Antillen een Statuut met zelfbestuur, in voorbereiding op onafhankelijkheid. Ook de Papoea's werd onafhankelijkheid beloofd, en Joseph Luns (de minister van Buitenlandse Zaken) hield koppig vast aan zijn streven om dit gebied niet aan Soekarno te hoeven afdragen. Oorspronkelijk hield dat meer verband met vermeende rampspoed (lees: kolonialisme) dan met de belangen van de Papoea's, maar het werd wel allengs duidelijk dat de Papoea's niet veel goeds van Indonesië te verwachten hadden.
Rampspoed had namelijk eerder het pas onafhankelijke Indonesië getroffen dan Nederland zelf. Economisch ging het slecht. Soekarno probeerde dat te verhullen door een agressieve politiek, eerst tegen Nederland, later tegen Maleisië. In 1957 werden de laatste Nederlanders uit Indonesië gezet en hun bedrijven genaast. Het gevolg was nog meer economische achteruitgang in deze voormalige kolonie.

## Binnenland
Wat betreft het binnenland stond deze periode in het teken van Willem Drees, die met zijn vier kabinetten een stempel zette op de samenleving. Vooral de sociale wetgeving van "vadertje Drees" maakte veel los, en verschafte vooral de ouderen veel meer vrijheid en onafhankelijkheid. De emancipatie die voor de oorlog was begonnen in progressieve kringen van arbeiders, waarbinnen het socialisme opkwam, kreeg een sterke impuls in de jaren vijftig en zestig.
De watersnood van 1953 zorgde niet alleen voor een groot verlies aan mensenlevens, maar ook voor veel schade aan de veestapels, gebouwen en infrastructuur.